# ×Amelasorbus
×Amelasorbus es un híbrido espontáneo de plantas perteneciente a la familia de las rosáceas. Su única especie: ×Amelasorbus jackii Rehder, es originaria de Estados Unidos.
Es un híbrido de Amelanchier alnifolia × Sorbus scopulina

## Taxonomía
Amelanchier fue descrita por Alfred Rehder y publicado en Journal of the Arnold Arboretum 6(3): 154–156, en el año 1925.